# Задонье (Липецкая область)
Задо́нье — село Голиковского сельсовета Елецкого района Липецкой области.

## История
В 1866 году казенная деревня Екатерино-Задонская состояла из 31 двора. С 1880-х по 1930-е годы — слобода Задонская.

## Население
| 1866 | 1880 | 1926 | 1932  | 1997 | 2010 |
| ---- | ---- | ---- | ----- | ---- | ---- |
| 486  | ↗554 | ↗934 | ↗1015 | ↘75  | ↘52  |